# Модерн, Жак
Жак Модерн (фр. Jacques Moderne) — французский печатник XVI века. Родом из Истрии, жил и работал в Лионе. Известен, прежде всего, как один из двух (наряду с Пьером Аттеньяном) крупнейших музыкальных издателей Франции этой эпохи.
Деятельность Модерна разворачивалась между 1523 и 1561 гг. Он публиковал, главным образом, новейшие музыкальные сочинения: в изданиях Модерна впервые напечатаны около 800 музыкальных произведений, из них около 450 в других изданиях до нас не дошли. Среди авторов преобладают французы, однако встречаются и музыканты других стран (в частности, Николас Гомбер и Кристобаль де Моралес).
В честь Модерна назван французский ансамбль старинной музыки «Ансамбль Жака Модерна».